# دیافراگم ادراری‌تناسلی
دیافراگم ادراری‌تناسلی (انگلیسی: Urogenital diaphragm) پرده عضلانی غشائی است که بین شاخه نشیمنگاهی‌شرمگاهی (ورکی‌عانه‌ای) کشیده شده و مجرای ادراری تناسلی را احاطه می‌کند.